# BAR 006
Der BAR 006 war der Formel-1-Rennwagen von BAR-Honda für die Saison 2004. Er war die Weiterentwicklung des in der vorhergehenden Saison eingesetzten BAR 005.

## Allgemein
Jacques Villeneuve, der Stammpilot der Jahre 1999 bis 2003 war am Ende der Saison 2003 entlassen und durch Takuma Satō ersetzt worden. Somit bestritt BAR erstmals seit der Gründung die Saison ohne Villeneuve. Auch wechselte man von dem Reifenhersteller Bridgestone zu Michelin.

## Technik
Im Vergleich zum Vorjahreswagen wurde das Chassis steifer designt.  Zudem hat das Auto einen niedrigeren Schwerpunkt.

## Saison 2004
Das Auto erwies sich von Beginn an als konkurrenzfähig. Beide Fahrer zusammen platzierten sich insgesamt elfmal unter den ersten drei, zudem erreichte Jenson Button beim Großen Preis von San Marino in Imola die Pole-Position. Allerdings errang keiner der beiden Fahrer einen Sieg. BAR war es nicht möglich, der Scuderia Ferrari Paroli zu bieten, die überlegen Konstrukteursweltmeister wurde. Der zweite Platz in der Konstrukteurswertung wurde erfolgreich gegen Renault verteidigt.

## Ergebnisse
| Fahrer                          | Nr.                             | 1 | 2  | 3 | 4  | 5 | 6   | 7   | 8   | 9   | 10  | 11 | 12 | 13 | 14  | 15 | 16 | 17 | 18  | Punkte | Rang |
| ------------------------------- | ------------------------------- | - | -- | - | -- | - | --- | --- | --- | --- | --- | -- | -- | -- | --- | -- | -- | -- | --- | ------ | ---- |
| Formel-1-Weltmeisterschaft 2004 | Formel-1-Weltmeisterschaft 2004 |   |    |   |    |   |     |     |     |     |     |    |    |    |     |    |    |    |     | 119    | 2.   |
| J. Button                       | 9                               | 6 | 3  | 3 | 2  | 8 | 2   | 3   | 3   | DNF | 5   | 4  | 2  | 5  | DNF | 3  | 2  | 3  | DNF | 119    | 2.   |
| T. Satō                         | 10                              | 9 | 15 | 5 | 16 | 5 | DNF | DNF | DNF | 3   | DNF | 11 | 8  | 6  | DNF | 4  | 6  | 4  | 6   | 119    | 2.   |

| Legende  | Legende            | Legende                                                          |
| Farbe    | Abkürzung          | Bedeutung                                                        |
| -------- | ------------------ | ---------------------------------------------------------------- |
| Gold     | –                  | Sieg                                                             |
| Silber   | –                  | 2. Platz                                                         |
| Bronze   | –                  | 3. Platz                                                         |
| Grün     | –                  | Platzierung in den Punkten                                       |
| Blau     | –                  | Klassifiziert außerhalb der Punkteränge                          |
| Violett  | DNF                | Rennen nicht beendet (did not finish)                            |
| Violett  | NC                 | nicht klassifiziert (not classified)                             |
| Rot      | DNQ                | nicht qualifiziert (did not qualify)                             |
| Rot      | DNPQ               | in Vorqualifikation gescheitert (did not pre-qualify)            |
| Schwarz  | DSQ                | disqualifiziert (disqualified)                                   |
| Weiß     | DNS                | nicht am Start (did not start)                                   |
| Weiß     | WD                 | zurückgezogen (withdrawn)                                        |
| Hellblau | PO                 | nur am Training teilgenommen (practiced only)                    |
| Hellblau | TD                 | Freitags-Testfahrer (test driver)                                |
| ohne     | DNP                | nicht am Training teilgenommen (did not practice)                |
| ohne     | INJ                | verletzt oder krank (injured)                                    |
| ohne     | EX                 | ausgeschlossen (excluded)                                        |
| ohne     | DNA                | nicht erschienen (did not arrive)                                |
| ohne     | C                  | Rennen abgesagt (cancelled)                                      |
| ohne     | keine WM-Teilnahme |                                                                  |
| sonstige | P/fett             | Pole-Position                                                    |
| sonstige | 1/2/3/4/5/6/7/8    | Punktplatzierung im Sprint-/Qualifikationsrennen                 |
| sonstige | SR/kursiv          | Schnellste Rennrunde                                             |
| sonstige | *                  | nicht im Ziel, aufgrund der zurückgelegten Distanz aber gewertet |
| sonstige | ()                 | Streichresultate                                                 |
| sonstige | unterstrichen      | Führender in der Gesamtwertung                                   |